# Mycalesis completa
Mycalesis completa är en fjärilsart som beskrevs av M.Gaede 1915. Mycalesis completa ingår i släktet Mycalesis och familjen praktfjärilar. Inga underarter finns listade i Catalogue of Life.